# Saison 2017-2018 des Cavaliers de Cleveland
La saison 2017-2018 des Cavaliers de Cleveland est la 48e saison de la franchise en NBA.

## Draft
Les Cavaliers de Cleveland entrent dans la draft 2017 de la NBA avec aucun choix.

## Matchs

### Summer League
| Summer League Total: 4-1 |

| Match | Date match | Équipe       | Score        | Meilleur marqueur   | Meilleur rebondeur  | Meilleur passeur        | Lieux Spectateurs    | Série |
| ----- | ---------- | ------------ | ------------ | ------------------- | ------------------- | ----------------------- | -------------------- | ----- |
| 1     | 7 juillet  | Milwaukee    | V 82-53      | Walter Tavares (12) | Anthony Gill (11)   | T. J. Williams (3)      | Thomas & Mack Center | 1 - 0 |
| 2     | 8 juillet  | Houston      | V 95-90 (OT) | Kay Felder (16)     | Anthony Gill (10)   | Kay Felder (6)          | Cox Pavilion         | 2 - 0 |
| 3     | 10 juillet | Golden State | V 91-74      | Brandon Paul (21)   | Malcolm Thomas (10) | 3 joueurs (2)           | Thomas & Mack Center | 3 - 0 |
| 4     | 13 juillet | L.A. Lakers  | D 83-94      | Kay Felder (25)     | Anthony Gill (10)   | Kay Felder (4)          | Thomas & Mack Center | 3 - 1 |
| 5     | 14 juillet | Toronto      | V 78-75 (OT) | T. J. Williams (21) | Jones, Tavares (11) | Sir'Dominic Pointer (6) | Thomas & Mack Center | 4 - 1 |

### Pré-saison
| Pré-saison Total: 1-4 (Domicile : 0-3 ; Extérieur : 1-1) |

| Match | Date match | Équipe       | Score     | Meilleur marqueur  | Meilleur rebondeur    | Meilleur passeur   | Lieux               | Série |
| ----- | ---------- | ------------ | --------- | ------------------ | --------------------- | ------------------ | ------------------- | ----- |
| 1     | 4 octobre  | Atlanta      | D 93-109  | Kay Felder (13)    | Ante Žižić (6)        | Dwyane Wade (4)    | Quicken Loans Arena | 0 - 1 |
| 2     | 6 octobre  | Indiana      | D 102-106 | Dwyane Wade (20)   | Tristan Thompson (8)  | Love, Calderón (5) | Quicken Loans Arena | 0 - 2 |
| 3     | 8 octobre  | @ Washington | D 95-102  | Jeff Green (19)    | Green, Žižić (7)      | Kay Felder (11)    | Capital One Arena   | 0 - 3 |
| 4     | 10 octobre | Chicago      | D 94-108  | LeBron James (17)  | Tristan Thompson (11) | Derrick Rose (5)   | Quicken Loans Arena | 0 - 4 |
| 5     | 13 octobre | @ Orlando    | V 113-106 | José Calderón (18) | Channing Frye (10)    | José Calderón (5)  | Amway Center        | 1 - 4 |

### Saison régulière
| Saison régulière Total: 50-32 (Domicile : 29-12 ; Extérieur : 21-20) |

| Match | Date match | Équipe        | Score     | Meilleur marqueur | Meilleur rebondeur | Meilleur passeur  | Lieux                     | Série |
| ----- | ---------- | ------------- | --------- | ----------------- | ------------------ | ----------------- | ------------------------- | ----- |
| 1     | 17 octobre | Boston        | V 102-99  | LeBron James (29) | LeBron James (16)  | LeBron James (9)  | Quicken Loans Arena       | 1 - 0 |
| 2     | 20 octobre | @ Milwaukee   | V 116-97  | LeBron James (24) | Kevin Love (12)    | LeBron James (8)  | BMO Harris Bradley Center | 2 - 0 |
| 3     | 21 octobre | Orlando       | D 93-114  | LeBron James (22) | Love, Thompson (9) | Dwyane Wade (4)   | Quicken Loans Arena       | 2 - 1 |
| 4     | 24 octobre | Chicago       | V 119-112 | LeBron James (34) | Kevin Love (12)    | LeBron James (13) | Quicken Loans Arena       | 3 - 1 |
| 5     | 25 octobre | @ Brooklyn    | D 107-112 | LeBron James (29) | Kevin Love (12)    | LeBron James (13) | Barclays Center           | 2 - 3 |
| 6     | 28 octobre | @ New Orleans | D 101-123 | Kevin Love (26)   | Kevin Love (11)    | LeBron James (8)  | Smoothie King Center      | 3 - 3 |
| 7     | 29 octobre | New York      | D 95-114  | Kevin Love (22)   | Kevin Love (11)    | LeBron James (7)  | Quicken Loans Arena       | 3 - 4 |

| Match | Date match   | Équipe         | Score          | Meilleur marqueur | Meilleur rebondeur | Meilleur passeur  | Lieux                    | Série  |
| ----- | ------------ | -------------- | -------------- | ----------------- | ------------------ | ----------------- | ------------------------ | ------ |
| 8     | 1er novembre | Indiana        | D 107-124      | LeBron James (33) | Kevin Love (13)    | LeBron James (11) | Quicken Loans Arena      | 3 - 5  |
| 9     | 3 novembre   | @ Washington   | V 130-122      | LeBron James (57) | LeBron James (11)  | LeBron James (7)  | Capital One Arena        | 4 - 5  |
| 10    | 5 novembre   | Atlanta        | D 115-117      | LeBron James (26) | Dwyane Wade (11)   | LeBron James (13) | Quicken Loans Arena      | 4 - 6  |
| 11    | 7 novembre   | Milwaukee      | V 124-119      | Kevin Love (32)   | Kevin Love (16)    | LeBron James (9)  | Quicken Loans Arena      | 5 - 6  |
| 12    | 9 novembre   | @ Houston      | D 113-117      | LeBron James (33) | Kevin Love (6)     | LeBron James (7)  | Toyota Center            | 5 - 7  |
| 13    | 11 novembre  | @ Dallas       | V 111-104      | Kevin Love (29)   | Kevin Love (15)    | LeBron James (4)  | American Airlines Center | 6 - 7  |
| 14    | 13 novembre  | @ New York     | V 104-101      | LeBron James (23) | LeBron James (9)   | LeBron James (12) | Madison Square Garden    | 7 - 7  |
| 15    | 15 novembre  | @ Charlotte    | V 115-107      | LeBron James (31) | Kevin Love (10)    | LeBron James (8)  | Spectrum Center          | 8 - 7  |
| 16    | 17 novembre  | L.A. Clippers  | V 118-113 (OT) | LeBron James (39) | LeBron James (14)  | LeBron James (6)  | Quicken Loans Arena      | 9 - 7  |
| 17    | 20 novembre  | @ Détroit      | V 116-88       | Kevin Love (19)   | Kevin Love (11)    | LeBron James (8)  | Little Caesars Arena     | 10 - 7 |
| 18    | 22 novembre  | Brooklyn       | V 119-109      | LeBron James (33) | Kevin Love (10)    | James, Wade (5)   | Quicken Loans Arena      | 11 - 7 |
| 19    | 24 novembre  | Charlotte      | V 100-99       | LeBron James (27) | LeBron James (16)  | LeBron James (13) | Quicken Loans Arena      | 12 - 7 |
| 20    | 27 novembre  | @ Philadelphie | V 113-91       | LeBron James (30) | LeBron James (14)  | LeBron James (6)  | Wells Fargo Center       | 13 - 7 |
| 21    | 28 novembre  | Miami          | V 108-97       | Kevin Love (38)   | LeBron James (12)  | LeBron James (6)  | Quicken Loans Arena      | 14 - 7 |
| 22    | 30 novembre  | @ Atlanta      | V 121-114      | Kevin Love (25)   | Kevin Love (16)    | LeBron James (12) | Philips Arena            | 15 - 7 |

| Match | Date match  | Équipe         | Score     | Meilleur marqueur | Meilleur rebondeur | Meilleur passeur  | Lieux                     | Série   |
| ----- | ----------- | -------------- | --------- | ----------------- | ------------------ | ----------------- | ------------------------- | ------- |
| 23    | 2 décembre  | Memphis        | V 116-111 | LeBron James (34) | Kevin Love (11)    | LeBron James (12) | Quicken Loans Arena       | 16 - 7  |
| 24    | 4 décembre  | @ Chicago      | V 113-91  | Wade, Love (24)   | Kevin Love (13)    | LeBron James (6)  | United Center             | 17 - 7  |
| 25    | 6 décembre  | Sacramento     | V 101-95  | LeBron James (32) | Kevin Love (13)    | LeBron James (9)  | Quicken Loans Arena       | 18 - 7  |
| 26    | 8 décembre  | @ Indiana      | D 102-106 | LeBron James (29) | LeBron James (10)  | LeBron James (8)  | Bankers Life Fieldhouse   | 18 - 8  |
| 27    | 9 décembre  | Philadelphie   | V 105-98  | LeBron James (30) | LeBron James (13)  | LeBron James (13) | Quicken Loans Arena       | 19 - 8  |
| 28    | 12 décembre | Atlanta        | V 123-114 | LeBron James (25) | Kevin Love (12)    | LeBron James (17) | Quicken Loans Arena       | 20 - 8  |
| 29    | 14 décembre | L.A. Lakers    | V 121-112 | Kevin Love (28)   | LeBron James (12)  | LeBron James (12) | Quicken Loans Arena       | 21 - 8  |
| 30    | 16 décembre | Utah           | V 109-100 | LeBron James (29) | LeBron James (11)  | LeBron James (10) | Quicken Loans Arena       | 22 - 8  |
| 31    | 17 décembre | @ Washington   | V 106-99  | Kevin Love (25)   | LeBron James (12)  | LeBron James (15) | Capital One Arena         | 23 - 8  |
| 32    | 19 décembre | @ Milwaukee    | D 116-119 | LeBron James (39) | Kevin Love (10)    | LeBron James (7)  | BMO Harris Bradley Center | 23 - 9  |
| 33    | 21 décembre | Chicago        | V 115-112 | LeBron James (34) | Kevin Love (7)     | LeBron James (9)  | Quicken Loans Arena       | 24 - 9  |
| 34    | 25 décembre | @ Golden State | D 92-99   | Kevin Love (31)   | Kevin Love (18)    | LeBron James (6)  | Oracle Arena              | 24 - 10 |
| 35    | 27 décembre | @ Sacramento   | D 95-109  | Kevin Love (23)   | LeBron James (10)  | LeBron James (14) | Golden 1 Center           | 24 - 11 |
| 36    | 30 décembre | @ Utah         | D 101-104 | LeBron James (29) | Kevin Love (10)    | LeBron James (6)  | Vivint Smart Home Arena   | 24 - 12 |

| Match | Date match | Équipe        | Score     | Meilleur marqueur  | Meilleur rebondeur    | Meilleur passeur  | Lieux                   | Série   |
| ----- | ---------- | ------------- | --------- | ------------------ | --------------------- | ----------------- | ----------------------- | ------- |
| 37    | 2 janvier  | Portland      | V 127-110 | LeBron James (24)  | Thompson, Wade (8)    | LeBron James (8)  | Quicken Loans Arena     | 25 - 12 |
| 38    | 3 janvier  | @ Boston      | D 88-102  | LeBron James (19)  | Tristan Thompson (11) | LeBron James (6)  | TD Garden               | 25 - 13 |
| 39    | 6 janvier  | @ Orlando     | V 131-127 | LeBron James (33)  | LeBron James (10)     | LeBron James (9)  | Amway Center            | 26 - 13 |
| 40    | 8 janvier  | @ Minnesota   | D 99-127  | Jeff Green (22)    | James, Thompson (8)   | Dwyane Wade (6)   | Target Center           | 26 - 14 |
| 41    | 11 janvier | @ Toronto     | D 99-133  | LeBron James (26)  | Kevin Love (9)        | Thomas, Wade (8)  | Centre Air Canada       | 26 - 15 |
| 42    | 12 janvier | @ Indiana     | D 95-97   | LeBron James (27)  | Kevin Love (10)       | LeBron James (11) | Bankers Life Fieldhouse | 26 - 16 |
| 43    | 15 janvier | Golden State  | D 108-118 | LeBron James (32)  | James, Thompson (8)   | LeBron James (6)  | Quicken Loans Arena     | 26 - 17 |
| 44    | 18 janvier | Orlando       | V 104-103 | Isaiah Thomas (21) | Kevin Love (11)       | LeBron James (6)  | Quicken Loans Arena     | 27 - 17 |
| 45    | 20 janvier | Oklahoma City | D 124-148 | Isaiah Thomas (24) | Tristan Thompson (7)  | LeBron James (7)  | Quicken Loans Arena     | 27 - 18 |
| 46    | 23 janvier | @ San Antonio | D 102-114 | LeBron James (28)  | Kevin Love (11)       | LeBron James (7)  | AT&T Center             | 27 - 19 |
| 47    | 26 janvier | Indiana       | V 115-108 | LeBron James (26)  | Kevin Love (13)       | LeBron James (11) | Quicken Loans Arena     | 28 - 19 |
| 48    | 28 janvier | Détroit       | V 121-104 | LeBron James (25)  | Kevin Love (11)       | LeBron James (14) | Quicken Loans Arena     | 29 - 19 |
| 49    | 30 janvier | @ Détroit     | D 114-125 | LeBron James (21)  | Tristan Thompson (10) | LeBron James (7)  | Little Caesars Arena    | 29 - 20 |
| 50    | 31 janvier | Miami         | V 91-89   | LeBron James (24)  | LeBron James (11)     | Isaiah Thomas (6) | Quicken Loans Arena     | 30 - 20 |

| Match                  | Date match | Équipe          | Score          | Meilleur marqueur  | Meilleur rebondeur    | Meilleur passeur  | Lieux                   | Série   |
| ---------------------- | ---------- | --------------- | -------------- | ------------------ | --------------------- | ----------------- | ----------------------- | ------- |
| 51                     | 3 février  | Houston         | D 88-120       | Isaiah Thomas (12) | LeBron James (9)      | LeBron James (9)  | Quicken Loans Arena     | 30 - 21 |
| 52                     | 6 février  | @ Orlando       | D 98-116       | LeBron James (25)  | LeBron James (10)     | Isaiah Thomas (8) | Amway Center            | 30 - 22 |
| 53                     | 7 février  | Minnesota       | V 140-138 (OT) | LeBron James (37)  | LeBron James (10)     | LeBron James (15) | Quicken Loans Arena     | 31 - 22 |
| 54                     | 9 février  | @ Atlanta       | V 123-107      | Kyle Korver (30)   | LeBron James (12)     | LeBron James (19) | Philips Arena           | 32 - 22 |
| 55                     | 11 février | @ Boston        | V 121-99       | LeBron James (24)  | LeBron James (8)      | LeBron James (10) | TD Garden               | 33 - 22 |
| 56                     | 13 février | @ Oklahoma City | V 120-112      | LeBron James (37)  | Larry Nance, Jr. (9)  | LeBron James (8)  | Chesapeake Energy Arena | 34 - 22 |
| NBA All-Star Game 2018 |            |                 |                |                    |                       |                   |                         |         |
| 57                     | 22 février | Washington      | D 103-110      | LeBron James (32)  | James, Thompson (9)   | LeBron James (8)  | Quicken Loans Arena     | 34 - 23 |
| 58                     | 23 février | @ Memphis       | V 112-89       | Hill, James (18)   | LeBron James (14)     | LeBron James (11) | FedExForum              | 35 - 23 |
| 59                     | 25 février | San Antonio     | D 94-110       | LeBron James (33)  | James, Thompson (13)  | LeBron James (9)  | Quicken Loans Arena     | 35 - 24 |
| 60                     | 27 février | Brooklyn        | V 129-123      | LeBron James (31)  | Tristan Thompson (13) | LeBron James (11) | Quicken Loans Arena     | 36 - 24 |

| Match | Date match | Équipe           | Score     | Meilleur marqueur | Meilleur rebondeur    | Meilleur passeur  | Lieux                      | Série   |
| ----- | ---------- | ---------------- | --------- | ----------------- | --------------------- | ----------------- | -------------------------- | ------- |
| 61    | 1er mars   | Philadelphie     | D 97-108  | LeBron James (30) | Tristan Thompson (11) | LeBron James (8)  | Quicken Loans Arena        | 36 - 25 |
| 62    | 3 mars     | Denver           | D 117-126 | LeBron James (25) | LeBron James (10)     | LeBron James (15) | Quicken Loans Arena        | 36 - 26 |
| 63    | 5 mars     | Détroit          | V 112-90  | LeBron James (31) | Larry Nance, Jr. (15) | LeBron James (7)  | Quicken Loans Arena        | 37 - 26 |
| 64    | 7 mars     | @ Denver         | V 113-108 | LeBron James (39) | Larry Nance, Jr. (13) | LeBron James (10) | Pepsi Center               | 38 - 26 |
| 65    | 9 mars     | @ L.A. Clippers  | D 102-116 | LeBron James (25) | Larry Nance, Jr. (12) | LeBron James (6)  | Staples Center             | 38 - 27 |
| 66    | 11 mars    | @ L.A. Lakers    | D 113-127 | LeBron James (24) | LeBron James (10)     | LeBron James (7)  | Pepsi Center               | 38 - 28 |
| 67    | 13 mars    | @ Phoenix        | V 129-107 | LeBron James (28) | LeBron James (13)     | LeBron James (11) | Talking Stick Resort Arena | 39 - 28 |
| 68    | 15 mars    | @ Portland       | D 105-113 | LeBron James (35) | LeBron James (14)     | LeBron James (6)  | Moda Center                | 39 - 29 |
| 69    | 17 mars    | @ Chicago        | V 114-109 | LeBron James (33) | LeBron James (13)     | LeBron James (12) | United Center              | 40 - 29 |
| 70    | 19 mars    | Milwaukee        | V 124-117 | LeBron James (40) | LeBron James (12)     | LeBron James (10) | Quicken Loans Arena        | 41 - 29 |
| 71    | 21 mars    | Toronto          | V 132-129 | LeBron James (35) | Kevin Love (12)       | LeBron James (17) | Quicken Loans Arena        | 42 - 29 |
| 72    | 23 mars    | Phoenix          | V 120-95  | LeBron James (27) | Nance, Thompson (10)  | LeBron James (9)  | Quicken Loans Arena        | 43 - 29 |
| 73    | 25 mars    | @ Brooklyn       | V 121-114 | LeBron James (37) | Kevin Love (15)       | LeBron James (8)  | Barclays Center            | 44 - 29 |
| 74    | 27 mars    | @ Miami          | D 79-98   | LeBron James (18) | Tristan Thompson (13) | LeBron James (7)  | American Airlines Arena    | 44 - 30 |
| 75    | 28 mars    | @ Charlotte      | V 118-105 | LeBron James (40) | LeBron James (10)     | LeBron James (8)  | Spectrum Center            | 45 - 30 |
| 76    | 30 mars    | Nouvelle-Orléans | V 107-102 | LeBron James (27) | Tristan Thompson (14) | LeBron James (11) | Quicken Loans Arena        | 46 - 30 |

| Match | Date match | Équipe         | Score     | Meilleur marqueur    | Meilleur rebondeur    | Meilleur passeur  | Lieux                 | Série   |
| ----- | ---------- | -------------- | --------- | -------------------- | --------------------- | ----------------- | --------------------- | ------- |
| 77    | 1er avril  | Dallas         | V 98-87   | Clarkson, James (16) | James, Love (13)      | LeBron James (12) | Quicken Loans Arena   | 47 - 30 |
| 78    | 3 avril    | Toronto        | V 112-106 | LeBron James (27)    | Kevin Love (15)       | LeBron James (6)  | Quicken Loans Arena   | 48 - 30 |
| 79    | 5 avril    | Washington     | V 119-115 | LeBron James (33)    | Larry Nance, Jr. (10) | LeBron James (14) | Quicken Loans Arena   | 49 - 30 |
| 80    | 6 avril    | @ Philadelphie | D 130-132 | LeBron James (44)    | LeBron James (11)     | LeBron James (11) | Wells Fargo Center    | 49 - 31 |
| 81    | 9 avril    | @ New York     | V 123-109 | Kevin Love (28)      | J. R. Smith (7)       | LeBron James (11) | Madison Square Garden | 50 - 31 |
| 82    | 11 avril   | New York       | D 98-110  | John Holland (21)    | Tristan Thompson (9)  | Cedi Osman (6)    | Madison Square Garden | 50 - 32 |

### Playoffs
| Playoffs Total: 12-10 (Domicile : 8-3 ; Extérieur : 4-7) |

| Match | Date match | Équipe    | Score     | Meilleur marqueur | Meilleur rebondeur    | Meilleur passeur  | Lieux Spectateurs       | Série |
| ----- | ---------- | --------- | --------- | ----------------- | --------------------- | ----------------- | ----------------------- | ----- |
| 1     | 15 avril   | Indiana   | D 80-98   | LeBron James (24) | Kevin Love (17)       | LeBron James (12) | Quicken Loans Arena     | 0 - 1 |
| 2     | 18 avril   | Indiana   | V 100-97  | LeBron James (46) | LeBron James (12)     | LeBron James (5)  | Quicken Loans Arena     | 1 - 1 |
| 3     | 20 avril   | @ Indiana | D 90-92   | LeBron James (28) | LeBron James (12)     | LeBron James (8)  | Bankers Life Fieldhouse | 1 - 2 |
| 4     | 22 avril   | @ Indiana | V 104-100 | LeBron James (32) | LeBron James (13)     | LeBron James (7)  | Bankers Life Fieldhouse | 2 - 2 |
| 5     | 25 avril   | Indiana   | V 98-95   | LeBron James (44) | James & Love (10)     | LeBron James (8)  | Quicken Loans Arena     | 3 - 2 |
| 6     | 27 avril   | @ Indiana | D 87-121  | LeBron James (22) | Kevin Love (7)        | LeBron James (7)  | Bankers Life Fieldhouse | 3 - 3 |
| 7     | 29 avril   | Indiana   | V 105-101 | LeBron James (45) | Tristan Thompson (10) | LeBron James (7)  | Quicken Loans Arena     | 4 - 3 |

| Match | Date match | Équipe    | Score          | Meilleur marqueur | Meilleur rebondeur | Meilleur passeur  | Lieux Spectateurs   | Série |
| ----- | ---------- | --------- | -------------- | ----------------- | ------------------ | ----------------- | ------------------- | ----- |
| 1     | 1er mai    | @ Toronto | V 113-112 (OT) | LeBron James (24) | Kevin Love (17)    | LeBron James (12) | Air Canada Centre   | 1 - 0 |
| 2     | 3 mai      | @ Toronto | V 128-110      | LeBron James (43) | Kevin Love (11)    | LeBron James (14) | Air Canada Centre   | 2 - 0 |
| 3     | 5 mai      | Toronto   | V 105-103      | LeBron James (38) | Kevin Love (16)    | LeBron James (7)  | Quicken Loans Arena | 3 - 0 |
| 4     | 7 mai      | Toronto   | V 128-93       | LeBron James (29) | LeBron James (8)   | LeBron James (11) | Quicken Loans Arena | 4 - 0 |

| Match | Date match | Équipe   | Score     | Meilleur marqueur | Meilleur rebondeur    | Meilleur passeur              | Lieux Spectateurs   | Série |
| ----- | ---------- | -------- | --------- | ----------------- | --------------------- | ----------------------------- | ------------------- | ----- |
| 1     | 13 mai     | @ Boston | D 83-108  | Kevin Love (17)   | Tristan Thompson (11) | LeBron James (9)              | TD Garden           | 0 - 1 |
| 2     | 15 mai     | @ Boston | D 94-107  | LeBron James (42) | Kevin Love (15)       | LeBron James (12)             | TD Garden           | 0 - 2 |
| 3     | 19 mai     | Boston   | V 116-86  | LeBron James (27) | Kevin Love (14)       | LeBron James (12)             | Quicken Loans Arena | 1 - 2 |
| 4     | 21 mai     | Boston   | V 111-102 | LeBron James (44) | Tristan Thompson (12) | Hill, James, Love & Smith (3) | Quicken Loans Arena | 2 - 2 |
| 5     | 23 mai     | @ Boston | D 83-96   | LeBron James (26) | LeBron James (10)     | LeBron James (5)              | TD Garden           | 2 - 3 |
| 6     | 25 mai     | Boston   | V 109-99  | LeBron James (46) | LeBron James (11)     | LeBron James (9)              | Quicken Loans Arena | 3 - 3 |
| 7     | 27 mai     | @ Boston | V 87-79   | LeBron James (35) | LeBron James (15)     | LeBron James (9)              | TD Garden           | 4 - 3 |

| Match | Date match | Équipe         | Score          | Meilleur marqueur | Meilleur rebondeur | Meilleur passeur  | Lieux Spectateurs   | Série |
| ----- | ---------- | -------------- | -------------- | ----------------- | ------------------ | ----------------- | ------------------- | ----- |
| 1     | 31 mai     | @ Golden State | D 114-124 (OT) | LeBron James (51) | Kevin Love (12)    | LeBron James (8)  | Oracle Arena        | 0 - 1 |
| 2     | 3 juin     | @ Golden State | D 103-122      | LeBron James (29) | Kevin Love (10)    | LeBron James (13) | Oracle Arena        | 0 - 2 |
| 3     | 6 juin     | Golden State   | D 102-110      | LeBron James (33) | Kevin Love (13)    | LeBron James (11) | Quicken Loans Arena | 0 - 3 |
| 4     | 8 juin     | Golden State   | D 85-108       | LeBron James (23) | Kevin Love (9)     | LeBron James (8)  | Quicken Loans Arena | 0 - 4 |

### Confrontations en saison régulière
| Conférence Est      | Conférence Est                               | Conférence Est                               | Conférence Est                               | Conférence Est                               | Conférence Ouest                             | Conférence Ouest                             | Conférence Ouest                             |
| Division Atlantique | Division Atlantique                          | Division Atlantique                          | Division Atlantique                          | Division Atlantique                          | Division Nord-Ouest                          | Division Nord-Ouest                          | Division Nord-Ouest                          |
| Équipe              | Domicile                                     | Domicile                                     | Extérieur                                    | Extérieur                                    | Équipe                                       | Domicile                                     | Extérieur                                    |
| ------------------- | -------------------------------------------- | -------------------------------------------- | -------------------------------------------- | -------------------------------------------- | -------------------------------------------- | -------------------------------------------- | -------------------------------------------- |
| Boston              | 102-99                                       |                                              | 88-102                                       | 121-99                                       | Denver                                       | 117-126                                      | 113-108                                      |
| Brooklyn            | 119-109                                      | 129-123                                      | 107-112                                      | 121-114                                      | Minnesota                                    | 140-138 (OT)                                 | 99-127                                       |
| New York            | 95-114                                       | 98-110                                       | 104-101                                      | 123-109                                      | Oklahoma City                                | 124-148                                      | 120-112                                      |
| Philadelphie        | 105-95                                       | 97-108                                       | 113-91                                       | 130-132                                      | Portland                                     | 127-110                                      | 105-113                                      |
| Toronto             | 132-129                                      | 112-106                                      | 99-133                                       |                                              | Utah                                         | 109-100                                      | 101-104                                      |
|                     | 6–3                                          | 6–3                                          | 5–4                                          | 5–4                                          |                                              | 3–2                                          | 2–3                                          |
| Division            | 11–7                                         | 11–7                                         | 11–7                                         | 11–7                                         | Division                                     | 5–5                                          | 5–5                                          |
| Division Centrale   | Division Centrale                            | Division Centrale                            | Division Centrale                            | Division Centrale                            | Division Pacifique                           | Division Pacifique                           | Division Pacifique                           |
| Équipe              | Domicile                                     | Domicile                                     | Extérieur                                    | Extérieur                                    | Équipe                                       | Domicile                                     | Extérieur                                    |
| Chicago             | 119-112                                      | 115-112                                      | 113-91                                       | 114-109                                      | Golden State                                 | 108-118                                      | 92-99                                        |
|                     |                                              |                                              |                                              |                                              | L.A. Clippers                                | 118-113 (OT)                                 | 102-116                                      |
| Detroit             | 121-104                                      | 112-90                                       | 116-88                                       | 114-125                                      | L.A. Lakers                                  | 121-112                                      | 113-127                                      |
| Indiana             | 107-124                                      | 115-108                                      | 102-106                                      | 95-97                                        | Phoenix                                      | 120-95                                       | 129-107                                      |
| Milwaukee           | 124-119                                      | 124-117                                      | 116-97                                       | 116-119                                      | Sacramento                                   | 101-95                                       | 95-109                                       |
|                     | 7–1                                          | 7–1                                          | 4–4                                          | 4–4                                          |                                              | 4–1                                          | 1–4                                          |
| Division            | 11–5                                         | 11–5                                         | 11–5                                         | 11–5                                         | Division                                     | 5–5                                          | 5–5                                          |
| Division Sud-Est    | Division Sud-Est                             | Division Sud-Est                             | Division Sud-Est                             | Division Sud-Est                             | Division Sud-Ouest                           | Division Sud-Ouest                           | Division Sud-Ouest                           |
| Équipe              | Domicile                                     | Domicile                                     | Extérieur                                    | Extérieur                                    | Équipe                                       | Domicile                                     | Extérieur                                    |
| Atlanta             | 115-117                                      | 123-114                                      | 121-114                                      | 123-107                                      | Dallas                                       | 98-87                                        | 111-104                                      |
| Charlotte           | 100-99                                       |                                              | 115-107                                      | 118-105                                      | Houston                                      | 88-120                                       | 113-117                                      |
| Miami               | 108-97                                       | 91-89                                        | 79-98                                        |                                              | Memphis                                      | 116-111                                      | 112-89                                       |
| Orlando             | 93-114                                       | 104-103                                      | 131-127                                      | 98-116                                       | La Nouvelle-Orléans                          | 107-102                                      | 101-123                                      |
| Washington          | 103-110                                      | 119-115                                      | 130-122                                      | 106-99                                       | San Antonio                                  | 94-110                                       | 102-114                                      |
|                     | 6–3                                          | 6–3                                          | 7–2                                          | 7–2                                          |                                              | 3–2                                          | 2–3                                          |
| Division            | 13–5                                         | 13–5                                         | 13–5                                         | 13–5                                         | Division                                     | 5–5                                          | 5–5                                          |
| Conférence          | 35–17 (Domicile : 19–7 ; Extérieur : 16–10)  | 35–17 (Domicile : 19–7 ; Extérieur : 16–10)  | 35–17 (Domicile : 19–7 ; Extérieur : 16–10)  | 35–17 (Domicile : 19–7 ; Extérieur : 16–10)  | Conférence                                   | 15–15 (Domicile : 10–5 ; Extérieur : 5–10)   | 15–15 (Domicile : 10–5 ; Extérieur : 5–10)   |
| Total               | 50–32 (Domicile : 29–12 ; Extérieur : 21–20) | 50–32 (Domicile : 29–12 ; Extérieur : 21–20) | 50–32 (Domicile : 29–12 ; Extérieur : 21–20) | 50–32 (Domicile : 29–12 ; Extérieur : 21–20) | 50–32 (Domicile : 29–12 ; Extérieur : 21–20) | 50–32 (Domicile : 29–12 ; Extérieur : 21–20) | 50–32 (Domicile : 29–12 ; Extérieur : 21–20) |

## Effectif actuel
| Cavaliers de Cleveland Effectif actuel             |    |                        |                       |                                   |
| Entraîneur : Tyronn Lue                            |    |                        |                       |                                   |
| Meneur                                             | 81 | Drapeau de l'Espagne   | José Manuel Calderón  | Espagne                           |
| Meneur, Arrière                                    | 8  | Drapeau des États-Unis | Jordan Clarkson       | Missouri                          |
| Ailier, Ailier fort                                | 32 | Drapeau des États-Unis | Jeff Green            | Georgetown                        |
| Meneur                                             | 3  | Drapeau des États-Unis | George Jesse Hill     | IUPUI                             |
| Arrière                                            | 10 | Drapeau des États-Unis | John Holland (TW)     | Boston University                 |
| Arrière                                            | 1  | Drapeau des États-Unis | Rodney Hood           | Duke                              |
| Ailier                                             | 23 | Drapeau des États-Unis | LeBron James          | St Vincent St Mary HS             |
| Arrière, Ailier                                    | 26 | Drapeau des États-Unis | Kyle Korver           | Creighton                         |
| Ailier fort                                        | 0  | Drapeau des États-Unis | Kevin Love            | UCLA                              |
| Ailier fort                                        | 22 | Drapeau des États-Unis | Larry Nance, Jr.      | Wyoming                           |
| Arrière                                            | 16 | Drapeau de la Turquie  | Cedi Osman            | Turquie                           |
| Pivot                                              | 21 | Drapeau des États-Unis | Kendrick Perkins      | Clifton J. Ozen HS                |
| Meneur                                             | 15 | Drapeau des États-Unis | London Perrantes (TW) | Virginie                          |
| Arrière                                            | 5  | Drapeau des États-Unis | J. R. Smith           | Saint Benedict's Preparatory (NJ) |
| Ailier fort                                        | 13 | Drapeau du Canada      | Tristan Thompson      | Texas                             |
| Ailier fort                                        | 9  | Drapeau des États-Unis | Okaro White           | Florida State                     |
| Pivot                                              | 41 | Drapeau de la Croatie  | Ante Žižić            | Croatie                           |
| (C) - Capitaine, (TW) - Two-way contract, - Blessé |    |                        |                       |                                   |

## Transactions

### Échanges
| 30 août 2017    | A Cavaliers de ClevelandIsaiah Thomas Jae Crowder Ante Žižić Premier tour de draft 2018 (de Brooklyn) Second tour de draft 2020 (de Miami) | A Celtics de BostonKyrie Irving |
| 14 octobre 2017 | A Cavaliers de ClevelandDroits sur Serhiy Hladyr Droits sur Dimítris Agravánis                                                             | A Hawks d'AtlantaRichard Jefferson Kay Felder Second tour de draft 2019 Second tour de draft 2020 (de Portland) Cash considerations                                                                                    |
| 8 février 2018  | A Cavaliers de ClevelandJordan Clarkson Larry Nance, Jr.                                                                                   | A Lakers de Los AngelesIsaiah Thomas Channing Frye Premier tour de draft 2018 (protégé) |
| 8 février 2018  | A Cavaliers de ClevelandRodney Hood (de Utah) George Jesse Hill (de Sacramento) Droits sur Artūras Gudaitis (de Sacramento)                | A Kings de SacramentoJoe Johnson (de Utah) Iman Shumpert (de Cleveland) Second tour de draft 2020 (de Miami via Cleveland) Droits sur Dimítris Agravánis (de Cleveland) Compensation financière (de Utah et Cleveland) |
| 8 février 2018  | A Jazz de l'UtahJae Crowder (de Cleveland) Derrick Rose (de Cleveland) Droit d'échange du second tour de draft 2024 (de Cleveland)         | |
| 8 février 2018  | A Cavaliers de ClevelandSecond tour de draft 2024 (protégé)                                                                                | A Heat de MiamiDwyane Wade |

### Joueurs qui Re-Signent
| Date       | Joueur      | Contrat                            |
| ---------- | ----------- | ---------------------------------- |
| 12/07/2017 | Kyle Korver | Contrat de 21 000 000 $ sur 3 ans. |

### Arrivés
| Date       | Joueur               | Contrat                          | Provenance                      |
| ---------- | -------------------- | -------------------------------- | ------------------------------- |
| 10/07/2017 | José Manuel Calderón | Contrat de 2 300 000 $ sur 1 an  | Hawks d'Atlanta                 |
| 11/07/2017 | Jeff Green           | Contrat de 2 300 000 $ sur 1 an  | Magic d'Orlando                 |
| 18/07/2017 | Cedi Osman           | Contrat de 8 300 000 $ sur 3 ans | Anadolu Efes                    |
| 25/07/2017 | Derrick Rose         | Contrat de 2 100 000 $ sur 1 an  | Knicks de New York              |
| 27/09/2017 | Dwyane Wade          | Contrat de 2 300 000 $ sur 1 an  | Bulls de Chicago                |
| 06/04/2018 | Okaro White          | Contrat de 1 582 030 $ sur 2 ans | Cavaliers de Cleveland          |
| 10/04/2018 | Kendrick Perkins     | Contrat de 13,156 $ sur 1 an     | Charge de Canton (NBA G League) |

#### Two-way contract
| Date       | Joueur           | Provenance                      |
| ---------- | ---------------- | ------------------------------- |
| 08/09/2017 | John Holland     | Charge de Canton (NBA G League) |
| 18/10/2017 | London Perrantes | Spurs de San Antonio            |

#### Contrat de 10 jours
| Date       | Joueur          | Provenance                      |
| ---------- | --------------- | ------------------------------- |
| 22/02/2018 | Marcus Thornton | Charge de Canton (NBA G League) |
| 19/03/2018 | Okaro White     | Hawks d'Atlanta                 |

### Départs
| Date       | Joueur           | Raison départ | Nouvelle équipe ¹                |
| ---------- | ---------------- | ------------- | -------------------------------- |
| 01/07/2017 | Dahntay Jones    | Agent libre   |                                  |
| 01/07/2017 | James Jones      | Retraite      | Suns de Phoenix (vice-président) |
| 01/07/2017 | Deron Williams   | Agent libre   |                                  |
| 01/07/2017 | Derrick Williams | Agent libre   |                                  |

¹ Il s'agit de l’équipe pour laquelle le joueur a signé après son départ, il a pu entre-temps changer d'équipe ou encore de pays.

### Joueurs "agents libres" à la fin de la saison
| Joueur               | Fin de saison         |
| -------------------- | --------------------- |
| José Manuel Calderón | Agent libre           |
| Jeff Green           | Agent libre           |
| Rodney Hood          | Agent libre restreint |
| Kendrick Perkins     | Agent libre           |

## Récompenses
| Date             | Joueur       | Récompense                                   |
| ---------------- | ------------ | -------------------------------------------- |
| 4 décembre       | LeBron James | Joueur de la semaine dans la conférence Est. |
| Octobre/Novembre | LeBron James | Joueur du mois dans la conférence Est.       |
| 18 décembre      | LeBron James | Joueur de la semaine dans la conférence Est. |
| Décembre         | LeBron James | Joueur du mois dans la conférence Est.       |
| 18 février       | LeBron James | ☆ All-Star 2018 ☆                            |
| 18 février       | Kevin Love   | ☆ All-Star 2018 ☆                            |
| 18 février       | LeBron James | ☆ MVP du All-Star 2018 ☆                     |
| Février          | LeBron James | Joueur du mois dans la conférence Est.       |
| 19 mars          | LeBron James | Joueur de la semaine dans la conférence Est. |
| 26 mars          | LeBron James | Joueur de la semaine dans la conférence Est. |
| Mars/Avril       | LeBron James | Joueur du mois dans la conférence Est.       |